# Юферова, Ядвига Брониславовна
Ядвига Бронисла́вовна Юферова (25 ноября 1949, Ивье, Гродненская область, БССР) — советская и российская журналистка, редактор. Заслуженный работник культуры Российской Федерации (2010), Академик Академии российской прессы, заместитель главного редактора «Российской газеты», руководитель проекта (с 2015 года) интернет-портала ГодЛитературы.РФ, почётный гражданин города Ивье.
Образование: Белорусский государственный университет им. В. И. Ленина, факультет журналистики, 1971 год.

## Биография
Родилась в маленьком западнобелорусском городке Ивье. Была одним из авторов идеи всемирной встречи «Сябрына», на которую съехались ивьевчане-земляки. Многие годы передает в подарок книги Ивьевской районной библиотеке.
После окончания БГУ Ядвига Юферова работала корреспондентом, заведующим отделом газеты «Знамя Юности» (Минск), затем стала слушателем Минской высшей партийной школы (1978—1980), после окончания которой работала инструктором ЦК ЛКСМ Белоруссии, собкором «Комсомольской правды». С мая 1987 по декабрь 1993 — заместитель главного редактора, первый заместитель главного редактора газеты «Комсомольская  правда». В 1993—1999 — редактор отдела культуры, заведующая общественно-политической редакцией газеты «Известия».
Член жюри премии «Большая книга», член Президиума Совета при Президенте Российской Федерации по русскому языку .
С октября 1999 года — политический обозреватель газеты «Труд». С апреля 2001 по настоящее время — заместитель главного редактора «Российской газеты». Автор идеи и председатель оргкомитета Международного Пушкинского конкурса для педагогов-русистов в странах ближнего и дальнего зарубежья. За эти годы в конкурсе приняли участие тысячи педагогов, ежегодно 50 из них становятся лауреатами. Церемония награждения проходит в Москве.

## Награды и звания
- Орден Почёта (8 декабря 2024 года) — за достигнутые трудовые успехи и многолетнюю добросовестную работу[1].
- Орден Дружбы (17 мая 2016 года) — за большие заслуги в развитии отечественной культуры и искусства, средств массовой информации и многолетнюю плодотворную деятельность[2].
- Заслуженный работник культуры Российской Федерации (15 октября 2010 года) — за заслуги в области печати и многолетнюю плодотворную работу[3].
- Премия Правительства Российской Федерации в области средств массовой информации (2007).
- Премия Правительства Москвы в области СМИ (2005).
- Почётный знак «За заслуги в развитии печати и информации» (18 апреля 2019 года, Межпарламентская ассамблея СНГ) — за значительный вклад в формирование и развитие общего информационного пространства государств — участников Содружества Независимых Государств, реализацию идей сотрудничества в сфере печати и информации[4].
- Почётный гражданин города Ивье.

## Книги
- Юрий Никулин. — М.: Искусство, 2000. — 240 с. — ISBN 5-210-01414-2. (Составители: Ядвига Юферова, Татьяна Боднарук)

## Избранные интервью
- "Это уникальное место на земле": Ядвига Юферова - о своем родном городе Ивье в Беларуси:  — «Российская газета» — Федеральный выпуск:  №187(9132)
- Тарья Халонен: «О деле — за столом, а не в сауне». — «Российская газета» — Федеральный выпуск № 5330
- Аскар Акаев: «Мой последний приказ — не стрелять!». — «Российская газета» — Столичный выпуск № 3732
- Светлана Алексиевич: «Мы устали жить без любви». -«Российская газета» — Столичный выпуск № 4136

Все статьи Ядвиги Юферовой на сайте «Российской газеты»